# Ebermannstadt
Ebermannstadt é uma cidade da Alemanha, no distrito de Forchheim, na região administrativa da Alta Francónia, estado da Baviera.